# Éric de Moulins-Beaufort

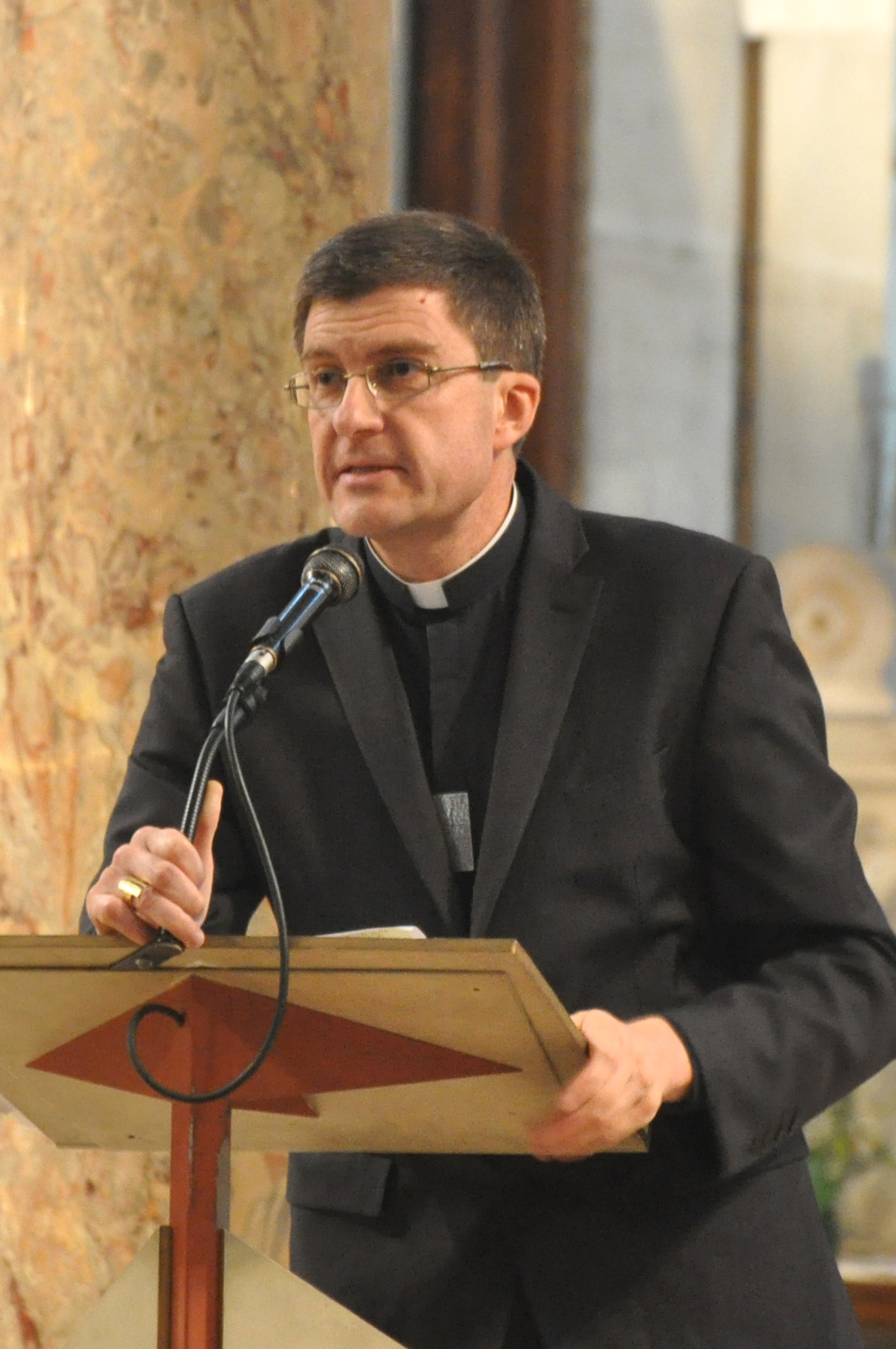
Éric de Moulins-Beaufort (2009)

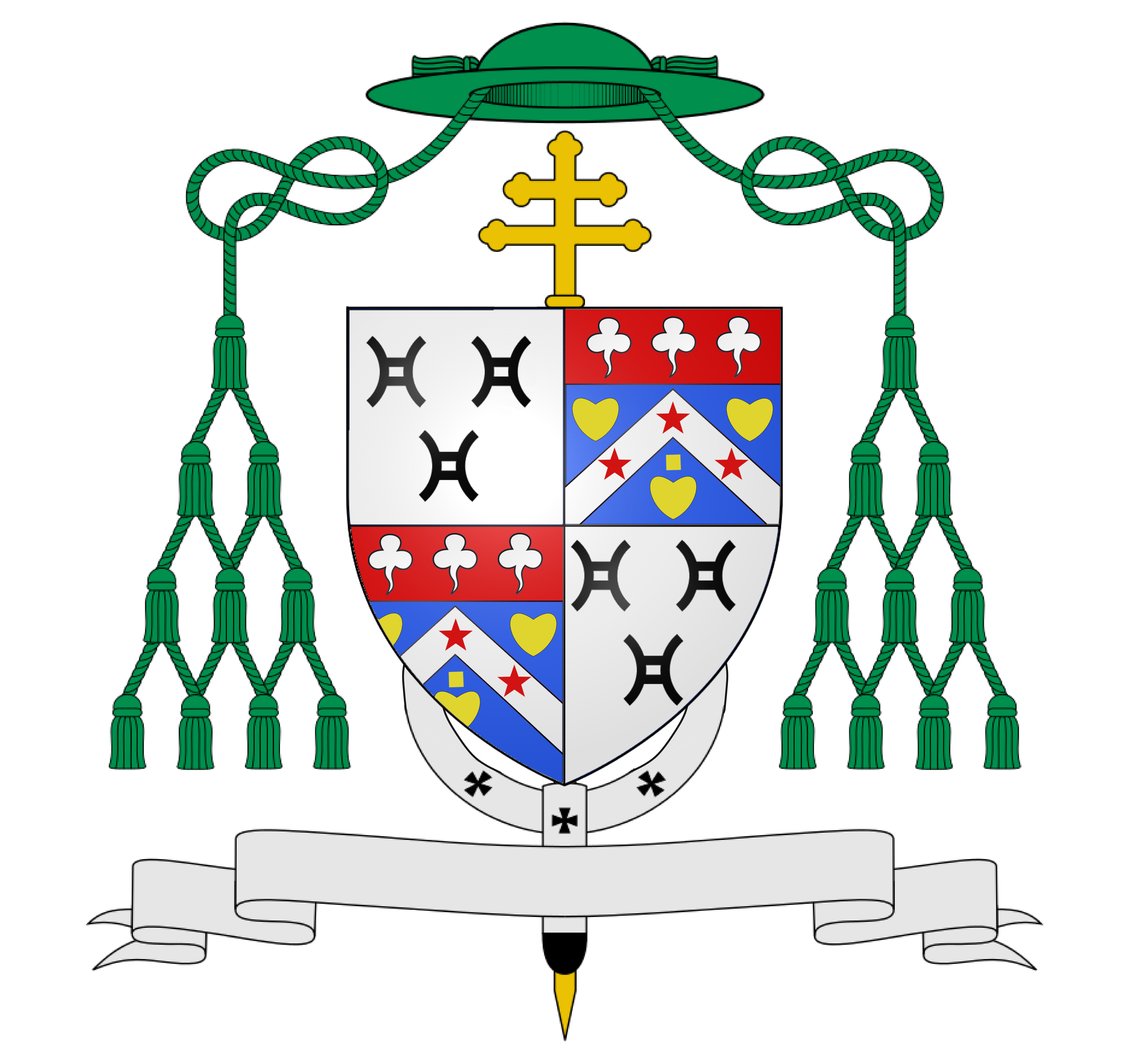

Éric de Moulins-Beaufort (* 30. Januar 1962 in Landau in der Pfalz) ist ein französischer Geistlicher, römisch-katholischer Erzbischof von Reims und Vorsitzender der Französischen Bischofskonferenz.

## Leben
Éric de Moulins-Beaufort, Sohn von Jean-Louis de Moulins d’Amieu de Beaufort, einem französischen Offizier, und seiner Frau Françoise Liénard, wurde 1962 in Landau in der Pfalz geboren, da sein Vater dort stationiert war.
Nach dem Studium der Politikwissenschaft am Institut d’études politiques de Paris und der Wirtschaftswissenschaften an der Universität Paris II, legte er ein Jahr der geistlichen Bildung des Erzbistums Paris im Maison Saint-Augustin ein. 1985 begann er ein Studium der katholischen Theologie am Institut für theologische Studien in Brüssel. Er führte dieses Studium 1990 im Séminaire français de Rome in Rom fort und am Katholischen Institut von Toulouse fort und beendete seine Studien mit einer Promotion in Theologie. Am 29. Juni 1991 empfing er für das Erzbistum Paris die Priesterweihe. Von 1992 bis 2000 war er Regens des Priesterseminars in Paris, anschließend Pfarrer in der Pfarrei Saint Paul-Saint Louis. 2005 bestellte ihn Erzbischof André Vingt-Trois zu seinem persönlichen Sekretär. Er lehrte außerdem seit 1992 katholische Theologie an der Faculté Notre-Dame de l’École Cathedrale in Paris, wo er 2005 zum außerordentlichen Professor ernannt wurde. 2005 wurde er zudem zum Generalvikar des Erzbistums Paris bestellt.
Am 21. Mai 2008 ernannte ihn Papst Benedikt XVI. zum Titularbischof von Cresima und zum Weihbischof in Paris. Er empfing die Bischofsweihe am 5. September 2008 in der Kathedrale Notre-Dame de Paris durch Erzbischof André Kardinal Vingt-Trois. Mitkonsekratoren waren der Bischof von Versailles, Éric Aumonier, der Bischof von Saint-Denis, Olivier de Berranger IdP, und der Bischof von Pontoise, Jean-Yves Riocreux, sowie der Erzbischof von Rennes, Pierre d’Ornellas.
Papst Franziskus ernannte ihn am 18. August 2018 zum Erzbischof von Reims. Die Amtseinführung fand am 28. Oktober desselben Jahres statt. 
2019 wurde er zum Ko-Vorsitzender des Rates Christlicher Kirchen in Frankreich gewählt sowie Mitglied der Konferenz der Verantwortlichen für Gottesdienste in Frankreich und Mitglied der Kommission für den Dialog zwischen dem Heiligen Stuhl, der Katholischen Kirche in Frankreich und der französischen Regierung. 2019 wurde Éric de Moulins-Beaufort zum Nachfolger von Georges Pontier zum neuen Vorsitzenden der Französischen Bischofskonferenz gewählt, seine dreijährige Amtszeit begann am 1. Juli desselben Jahres. Im April 2022 wurde er für eine weitere dreijährige Amtszeit gewählt. Seine Amtszeit endet mit Amtsantritt von Jean-Marc Kardinal Aveline zum 1. Juli 2025.
Am  28. Januar 2023 war Éric de Moulins-Beaufort Zelebrant im traditionsreichen Karlsamt im Kaiserdom St. Bartholomäus in Frankfurt am Main.

## Ehrungen und Auszeichnungen
- Aufnahme in die Académie catholique de France
- Chevalier de la Légion d’Honneur (2021)[7]

## Schriften
- Anthropologie et mystique selon Henri de Lubac: «l’esprit de l’homme», ou la présence de Dieu en l’homme, Éditions du Cerf 2003, ISBN 978-2-204-06716-4.
- mit Enzo Bianchi: Vatican II, une boussole pour notre temps : Plus de quarante ans après qu’est devenu le Concile ? Parole Silence 2010, ISBN 978-2-84573-853-9.
- mit Félicien Boduka N’glandey: Mystere de l’Esprit Saint Dans l’Oeuvre du Pere Henri de Lubac. L’Harmattan 2011
- mit Père Louis Pelletier und Joseph de Almeida-Montero: Grandir avec le Christ : La maturité spirituelle. Artège Editions 2017
- L’Église face à ses défis, CLD 2019, ISBN 978-2-85443-601-3.
- Le matin, sème ton grain – Lettre en réponse à l’invitation du Président de la République, Éditions du Cerf 2020, ISBN 978-2-204-14202-1